# Krótkowarg guzkowaty
Krótkowarg guzkowaty (Chilobrachys liboensis) – gatunek pająka z rodziny ptasznikowatych.

## Taksonomia
Gatunek ten opisali po raz pierwszy w 2008 roku Zhu Ming-Sheng i Zhang Rui na łamach „Journal of Arachnology”. Jako miejsce typowe wskazano Weng’ang w powiecie Libo chińskiego Kuejczou. Opisu dokonano na podstawie pojedynczego samca odłowionego w 2000 roku.

## Morfologia
Pająk o ciele długości 38 mm przy prosomie długości 15 mm i szerokości 13,5 mm oraz opistosomie (odwłoku) długości 18,5 mm i szerokości 12 mm.
Karapaks jest niski, ciemnoczerwonobrązowy z szarym owłosieniem. W przeciwieństwie do podobnego Ch. hubei oczy pary przednio-bocznej są większe niż pary przednio-środkowej. W widoku grzbietowym oczy pary przednio-środkowej leżą nieznacznie bardziej z tyłu niż przednio-bocznej, a tylno-środkowej bardziej z przodu niż tylno-bocznej. Jamka karapaksu jest poprzeczna i ku tyłowi wygięta. Czerwonobrązowe szczękoczułki mają na powierzchni zewnętrznej szeregi krótkich szczecinek, a na wewnętrznych krawędziach bruzd po 12 mocnych zębów i trzy mniejsze ząbki. Szerszą niż dłuższą wargę dolną zbroi około 440 kuspuli, a spód szczęk posiada ich około 370. Spośród tworzących grzebienie na szczękach szeregów szczecin dolny jest najdłuższy. Sternum ma czerwonobrązowy kolor. 
Odnóża porośnięte są długimi i krótkimi włoskami. Skopule występują na całej długości stóp trzech pierwszych par i nadstopi dwóch pierwszych par, na nadstopiach pary trzeciej sięgają połowy długości, na tych pary czwartej tylko 1/6, a na stopach pary ostatniej są podzielone szeregiem szczecinek. Nadstopia dwóch ostatnich par mają kolce na spodzie części odsiebnych. Nadstopia ostatniej pary są dłuższe od karapaksu. Stopy pary ostatniej mają trzy pazurki, a pozostałych par dwa pazurki; pazurkom górnym brak ząbków.
Opistosoma jest owalna w zarysie, ubarwiona płowo z krótkimi i grubymi włoskami płowymi oraz długimi włoskami brązowymi.
Samcze nogogłaszczki dysponują gruszkowatym bulbusem z długim, cienkim, prostym embolusem zaopatrzonym na szczycie w krótką bruzdę.

## Rozprzestrzenienie
Pająk endemiczny dla chińskiego Kuejczou, znany tylko z lokalizacji typowej.